# Spanish Guitar - Best
Spanish Guitar - Best är ett samlingsalbum av den brittiske (nordirländske) blues- och rockartisten Gary Moore, släppt år 1992.

## Låtlista
1. Back on the Streets - 4.22 (Gary Moore)
2. Fanatical Fascists - 3.02 (Phil Lynott)
3. Don't Believe a Word - 3.50 (Phil Lynott) - Duett-vocals By Phil Lynott And Gary Moore
4. Spanish Guitar - 3.56 (Gary Moore / Phil Lynott) - Leadvocals By Phil Lynott
5. Parisienne Walkways - 3.27 (Gary Moore / Phil Lynott) - Leadvocals By Phil Lynott
6. Put It This Way - 4.57 (Gary Moore / Jon Hiseman) - Instrumental
7. Desperado - 6.02 (Gary Moore / Jon Hiseman) - Instrumental
8. Castles - 5.49 (Gary Moore / Jon Hiseman) - Leadvocals By Gary Moore
9. Fighting Talk - 5.56 (Gary Moore / Jon Hiseman) - Instrumental
10. The Scorch - 6.05 (Gary Moore / Don Airey) - Instrumental
11. Spanish Guitar - 3.56 (Gary Moore / Phil Lynott) - Leadvocals By Gary Moore
12. Spanish Guitar - 3.50 (Gary Moore / Phil Lynott) - Instrumental Version